# Gods Tower
Gods Tower — białoruski anglojęzyczny zespół wykonujący muzykę doommetalową z folkowymi motywami. Założony w Homlu w 1989 roku..

## Historia

### Początki
Założycielami zespołu byli gitarzysta Aleksandr Urakow i wokalista Władysław Nowożyłow, występujący pod pseudonimem Lesley Knife. Do 1992 roku zespół poszukiwał swojego stylu, często zmieniał członków i nazwy. W lecie 1992 roku wykrystalizował się pierwszy stały skład: Lesley Knife (wokal), Aleksandr Urakow (gitara), Jurij Siwcow (gitara basowa) i Władysław Salcewicz (perkusja). Zespół nazywał się wtedy Chemical Warfare i grał muzykę w stylu death/thrash metal. W sierpniu zapisano debiutanckie demo Demolition Tape.

### Gods Tower
Pod koniec 1992 roku zespół zmienił nazwę na Gods Tower oraz styl na doom/pagan metal. Latem 1993 roku zostało wydane demo The Eerie. Dzięki niemu zespół podpisał z moskiewskim wydawnictwem «Final Holocaust Records» kontrakt na singel i dwa albumy. We wrześniu w studio TEF muzycy nagrali dwie piosenki na singel Beyond Praying, który jednak się nie ukazał.
W 1994 roku do zespołu dołączył drugi gitarzysta Aleksandr Eristow. Latem nakręcono klip do piosenki The Eerie, a już jesienią zjawiło się demo Canticles. Potem Gods Tower pierwszy raz wystąpił za granicą – w Czechach razem z zespołami Purgatory, Desultory, Samael і Cannibal Corpse.
W 1995 roku przyszedł klawiszowiec Dmitrij Owczinnikow, a wkrótce potem odszedł Aleksandr Eristow. We wrześniu zespół nagrał promo-kasetę The Turns, a wkrótce podpisał kontrakt z firmą «MetalAgen Records» na nagranie trzech albumów. Latem 1996 roku Gods Tower wystąpił na festiwalu w Niemczech razem z m.in. In Flames, Primordial, Behemothem, Crystal Age. W czerwcu tego roku w moskiewskim studio Aria muzycy ponownie nagrali album The Eerie oraz nowy – The Turns.
Pod koniec 1997 zespół wydał kasetę wideo Twilight Lives 94-97 z amatorskimi nagraniami koncertów, nagraniami białoruskiej telewizji oraz klip Beyond Praying.
Na początku 1998 roku MetalAgen Records wydał płyty kompaktowe i kasety z albumami The Turns i The Eerie. Zjawiły się też klipy do piosenek The Eerie i An eye for an eye. W ciągu następnych dwóch lat zespół koncertował na terenie Wspólnocie Niepodległych Państw razem z m.in. Paradise Lost, Forgive-Me-Not, Vicious Crusade, NRM, Evthanazia. Czytelnicy magazynu Legion uznali Gods Tower najlepszym białoruskim zespołem metalowym. Pod koniec 1999 roku nakładem niemieckiej wytwórni «Sturmesflugel» wyszła składanka najlepszych piosenek zespołu – Ebony Birds. W sierpniu 2000 Gods Tower wziął udział w festiwalu Pepsi Sziget w Budapeszcie.

### Rozpad zespołu
Po powrocie z Węgier z osobistych powodów zespół opuścili Dmitrij Owczinnikow i Jurij Siwiec. Na ich miejsce przyszli Walerij Nowosielcow i Siergiej Siergiejczikow. Nowy skład w ramach trasy Baltic Thunder odwiedził Rygę i Wilno, a potem ponownie ruszył w tournée po Wspólnocie Niepodległych Państw. W międzyczasie nagrał kilka nowych utworów, które zostają umieszczone na mini-albumie Abadon all hope.
16 lipca 2002 roku zespół rozpadł się z powodu problemów alkoholowych Aleksandra Urakowa. 14 grudnia 2003 zmarł Urakow, lider i kompozytor.
Po rozwiązaniu zespołu większość jego członków brała udział w innych projektach muzycznych. Dmitrij Owczinnikow i Jurij Siwiec grają w zespole Rasta. Lesley Knife założył zespół The Regent, występował także w zespołach Dragonflame, Stormhold i Chemical Warfare. Władysław Salcewicz przeszedł do zespołu Misanthrope Count Mercyfull.

## Muzycy

### Ostatni znany skład zespołu
- Aleksander Urakow – gitara
- Walerij Nowosielcow – gitara basowa (od 2000)
- Lesley Knife — wokal
- Siergiej Siergiejczikow – instrumenty klawiszowe (od 2000)
- Władysław Salcewicz – perkusja
- Wiktor Łapicki – menedżer

### Byli członkowie zespołu
- Irina Łazowska – instrumenty klawiszowe (do 1993)
- Aleksandr Eristow – gitara (1994 — 1995)
- Dmitrij Owczinnikow – instrumenty klawiszowe (1995 — 2000)
- Jurij Siwcow – gitara basowa, chórki (do 2000)

## Dyskografia

### Albumy
- The Turns (1997)
- The Eerie (1998)
- Abandon All Hope (2002)
- Steel Says Last (2011)

### Składanki
- Immortal Dancing Hits – Golden Ballads vol.1 (1996) — «Misterious»
- Music Pause – Golden Ballads vol.2 (1997) — «Twilight Sun»
- Tops Of The Devil – Golden Ballads vol.3 (1997) — «The Eerie»
- Ebony Birds (1999)
- A Tribute to Arija (2001) — «Power And Reason»
- Hard Life Heavy Music (2001) — «Uchwała sonca» («Praise Of Sun»)
- The Anthology (2004)
- The Greatest Arrows (2005)

### Klipy
- «When Life Ends» (1994)
- «Beyond Praying» (1994)
- «The Eerie» (1998)
- «An Eye For An Eye» (1998)
- «Civilization» (2001)

### Inne
- Demolition Tape (demo) (1992)
- The Eerie (demo) (1993)
- Canticles (demo) (1994)
- The Turns (promo) (1995)
- Twilight Lives 94-97 (VHS) (1997)
- The Guard of Gods Tower (tribute) (2005)